# بادي ويب
بادي ويب (بالإنجليزية: Paddy Webb)‏ هو نقابي وسياسي نيوزلندي وأسترالي، ولد في 30 نوفمبر 1884 في أستراليا، وتوفي في 23 مارس 1950 في كرايستشرش في نيوزيلندا. حزبياً، نشط في New Zealand Socialist Party ‏ وحزب العمال النيوزيلندي. وقد انتخب عضو مجلس النواب النيوزيلندي.